# روزنامه رسمی جمهوری اسلامی ایران
روزنامه رسمی، روزنامه‌ای است وابسته به قوه قضائیه ایران که عمده وظایف آن عبارت است از:
1. چاپ و انتشار قوانین و مقررات باستناد ماده ۳ قانون مدنی
2. چاپ آگهی‌های ثبت قانونی مربوط به مؤسسه‌ها و شرکت‌های تجاری و غیر تجاری
3. انجام کلیه سفارش‌های چاپی و مطبوعاتی قوه قضائیه و سازمان‌های وابسته
4. چاپ بخشنامه‌های رئیس قوه قضائیه
5. انتشار مشروح مذاکرات و قوانین مصوب مجلس

روزنامه رسمی که به عنوان اداره کل تحت نظر معاونت حقوقی قوه قضائیه مدیریت می‌شود وفق ماده یک قانون مدنی مکلف است، ظرف ۷۲ ساعت پس از ابلاغ قوانین از طریق ریاست جمهوری آن را چاپ و منتشر کند. در حال حاضر مدیریت عامل و ریاست هیئت مدیره آن بر عهدهٔ مجید اکبرپور است.

## تاریخچه روزنامه رسمی
ابتکار تأسیس این روزنامه از آن محمد علی فروغی (ذکاء الملک) است که هنگام نمایندگی دوره دوم مجلس شورای ملی این طرح را در اردیبهشت ۱۲۸۹ به مجلس داد. در ۲۶ مهر ۱۲۸۹ که فروغی رئیس مجلس شده بود، طرح تأسیس روزنامه رسمی که در کمیسیون معارف تدوین شده بود با یک فوریت به رای گذاشته، تصویب شد. متن قانون تأسیس روزنامه رسمی چنین بود: «در تحت مراقبت و نظارت وزارت داخله به مخارج دولت در پایتخت روزنامه رسمی ایران تأسیس می‌شود که حاوی خواهد بود دستخط‌های سلطنتی و احکام وزارتخانه‌ها و اعطای امتیازات و شئونات و عزل و نصب و قوانین موضوعه و صورت مشروح جلسات دارالشورای ملی و هرگونه مطالب رسمی».
مجلس در هجدهم اسفند ۱۲۸۹ برای شش ماه نخست فعالیت روزنامه ملی ۴۳۴ تومان بودجه تصویب کرد: صد تومان برای مدیر، یک نفر منشی و یک مخبر (خبرنگار) هر کدام سی تومان، بیست تومان برای یک نفر دفتردار، برای دو کارمند دایره مراسلات و دو نفر مصحح هر کدام پانزده تومان، برای دو نفر پیشخدمت و مطالبات وصول کن، هر کدام ده تومان، برای دو نفر موزع هر کدام نه تومان و برای کاغذ پنجاه و شش تومان مقرر شد. روزنامه رسمی به مقاطعه داده نشود و آن را در وزارت داخله مستخدمان دولت اداره کنند، مخارج آن را دولت بپردازد و اگر از فروش آن چیزی عاید شود جزء عایدات دولت محسوب شود. چاپ روزنامه در مطبعه شاهنشاهی و اجرت پست آن مجانی باشد. تنها نماینده ای که به اختصاص بودجه برای روزنامه رسمی رأی مخالف داد، سردار اسعد بختیاری بود.

## تعریف روزنامه رسمی کشور
روزنامه رسمی کشور، به‌عنوان مرجع انتشار اسناد قانونی و حقوقی، اطلاعات مهمی درباره شرکت‌ها ارائه می‌دهد. تمامی شرکت‌های تازه تأسیس موظف‌اند پس از ثبت در اداره ثبت شرکت‌ها، آگهی تأسیس خود را در این روزنامه منتشر کنند.
علاوه بر آگهی تأسیس، تمامی تغییرات مانند افزایش یا کاهش سرمایه، تغییر آدرس، تغییر مدیران و انحلال شرکت باید در روزنامه رسمی درج شود. این امر موجب شفافیت عملکرد شرکت و امکان استعلام قانونی آن برای اشخاص و سازمان‌ها می‌شود.
کارشناسان ارزان ثبت می‌توانند شما را در فرآیند ثبت آگهی در روزنامه رسمی راهنمایی کرده و از بروز اشتباهات حقوقی جلوگیری کنند.